# 约翰·卡特 (音频工程师)
约翰·卡特（英語：John Carter，1907年10月22日—1982年2月22日）美国音频工程师。他曾因电影大白鲨获得过1次奥斯卡最佳音响效果奖。1944年至1980年间，卡特曾参与制作超过110部电影。

## 部分影视作品
- 大白鲨 (1975)[1]